# 赵志丹
赵志丹（1962年4月—），河南社旗人，中国人民解放军中将。
曾任新疆军区步兵第11师师长。2011年9月任新疆军区联勤部部长。2012年任陆军第47集团军参谋长，2014年4月任新疆军区参谋长。2021年12月调任北部战区副司令员。
2012年12月晋升少将军衔，2021年12月晋升中将军衔。